# Джустаниды
Джустаниды (перс. جستانیان‎) — шиито-зейдитская иранская династия, правившая частью Дейлема (горный район Гиляна) с 791 до конца XI века.

## История
Джустаниды появляются из Дейлема в конце 8-го века. Их центр находился в Рудбаре вблизи Аламута. Двумя веками позже он стал главным центром исторических исмаилитских-низаритских ассасинов (хашхашин). Они появляются в исламской истории как часть того, что Владимир Минорский назвал иранским интермеццо. Это относится к периоду, когда коренные дейлемиты и курдские княжества пришли к власти на северо-западе Персии после двух-трёх веков арабского владычества. Подъём дейлемитов в конечном итоге завершился династией Буидов.
После того, как Марзубан ибн Джустан обратился в ислам в 805 году, древняя семья Джустанов соединилась с Алидами зейдитами из провинции Дейлем. Джустаниды приняли зейдитскую форму шиизма. В X веке их затмила династия Салларидов в Тароме (современная иранская провинция Зенджан). Тем не менее, Джустаниды были связаны узами брака с Салларидами и сохранили своё место в Рудбаре вблизи высокогорья Дейлема. Они также стали союзниками Буидов. В XI веке они, возможно, признали сюзеренитет (пoкpoвитeльствo)  Газневидов. Позже они также признали сюзеренитет Сельджуков, но вскоре исчезли из истории.

## Правители Джустанидов
1. Джустан I (791—805)
2. Марзубан из Дейлема (805—855)
3. Джустан II (855—856)
4. Вахсудан из Дейлема (856—865)
5. Хуршид из Дейлема (865)
6. Джустан III (865—919)
7. Али из Дейлема (919)
8. Хосров Фируз (919)
9. Сияхчашм (919—928)
10. Джустан IV (928—947)
11. Манадхар (947—972)
12. Хосров-шах (972—1004)